# Смитюх, Григорий Евдокимович
Григорий Евдокимович Смитюх (род. 27 февраля 1961, Житновка, Волынская область) — украинский предприниматель и политик, член Партии регионов. Народный депутат Украины V, VI, VII созывов.

## Биография
В 1979—1981 годах проходил срочную службу в Вооружённых силах СССР.
С 1982 по 1991 год служил в органах внутренних дел Украины.
С 1986 по 1989 год учился в Киевской высшей школе МВД СССР, окончил по специальности «правоведение» с квалификацией юриста.
С 1991 по 1992 год заместитель директора по общим вопросам Института социологии АН УССР.
С 1992 по 2003 год возглавлял предпринимательские компании KIEV, «ТРАНСКОМ», ANTARES.
С 2003 по 2004 год заместитель руководителя Государственного управления делами. Был освобождён от должности распоряжением президента Кучмы в сентябре.
В 2005 году генеральный директор ООО Международная компания ANTARES (титановая отрасль).
С 2006 года и по настоящее время народный депутат Украины. (На выборах-2012 прошёл по списку ПР под № 49.) Работает в Комитете Верховной Рады Украины по вопросам аграрной политики и земельных отношений.
В марте 2010 года выступил с предложением к парламенту ввести химическую кастрацию за совершение преступлений против половой неприкосновенности несовершеннолетних.

## Семья
Младший брат Смитюх Василий Евдокимович руководил прокуратурой Святошинского района Киева.
Старший брат Смитюх Иван Евдокимович. Возглавляет Ковельскую районную госадминистрацию на Волыни. На выборах-2012 шёл самовыдвиженцем в 21 округе на Волыни.
Жена Смитюх Ирина Александровна, родилась 21 ноября 1973 года в с. Кононча Каневского района Черкасской области; дочь Смитюх Александра Григорьевна, родилась 25 июля 1998 года, сын Смитюх Алексей Григорьевич, родился 9 ноября 2000 года.

## Награды
- орден «За заслуги» III ст. (23 августа 2011 года)[3]